# آندریاس نیدرکل
آندریاس نیدرکل (انگلیسی: Andreas Niederquell؛ زادهٔ ۱۸ نوامبر ۱۹۸۸) بازیکن فوتبال اهل آلمان است.